# Монстера
Мо́нсте́ра (лат. Monstéra) — крупные тропические растения, лианы; род семейства Ароидные (Araceae).

## Распространение и экология
Виды этого рода распространены во влажных тропических лесах экваториального пояса Америки. На юге ареал охватывает почти всю территорию Бразилии, а на севере включает полуостров Юкатан и большую часть территории Мексики. В XIX веке монстера была завезена в Юго-Восточную Азию и успешно интродуцирована там.

## Ботаническое описание

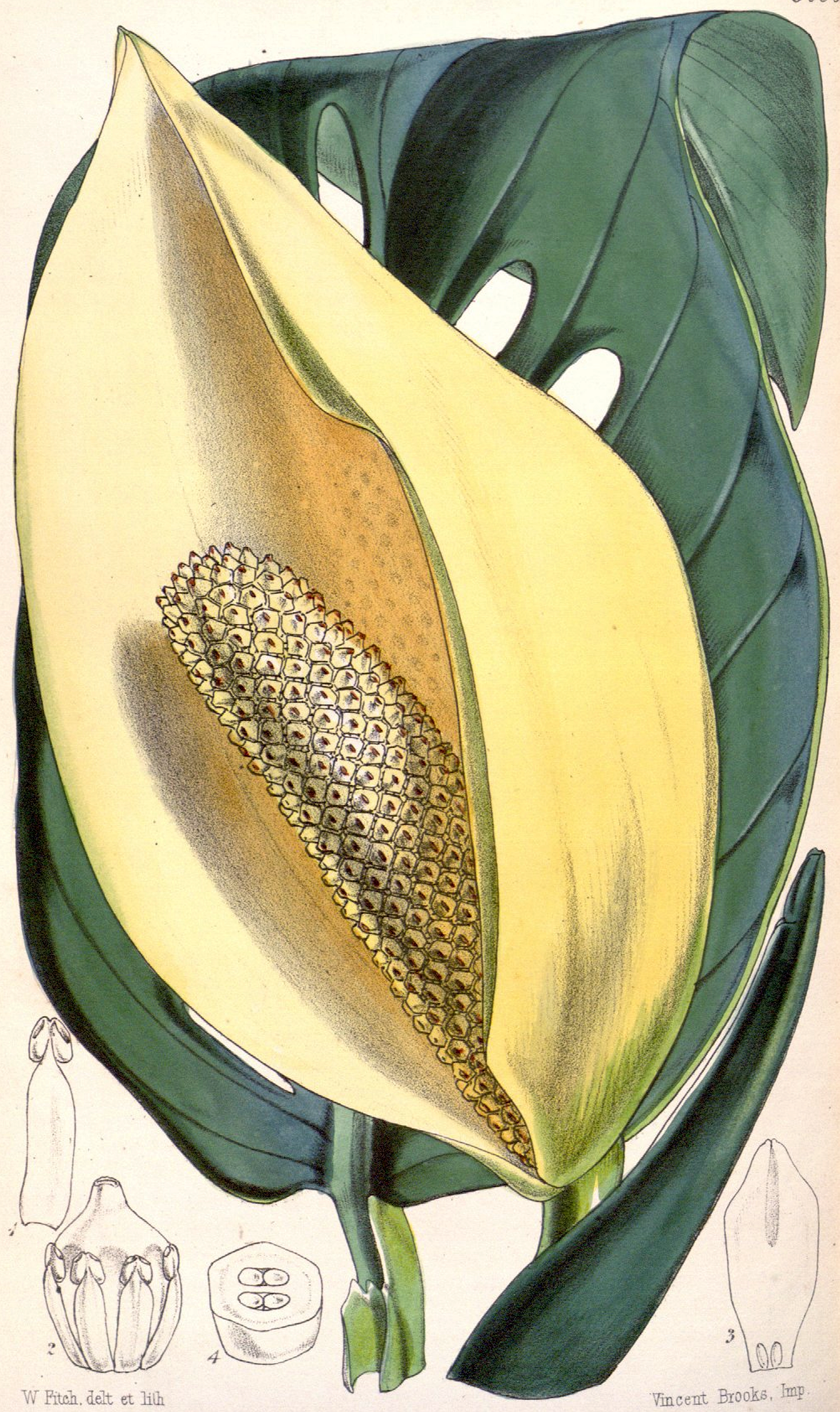
Monstera adansonii. Ботаническая иллюстрация.

Монстера — вечнозелёная лиана с крупными — до 45 см — резными листьями. Монстеры неприхотливы и даже в домашних условиях могут вырастать до нескольких метров в длину. Чтобы вырастить крупное растение, потребуется устойчивая опора.
Лазающие растения не выносят прямых солнечных лучей, лазают с помощью придаточных корней. В случае утраты контакта с почвой растение продолжает жить как эпифит.
Листья перисторассечённые и перфорированные. Цветки собраны в початки. Плоды — ягоды.

## Виды
Известно около 50 видов.
Некоторые виды:
- Monstera adansonii Schott
- Monstera deliciosa Liebm. — Монстера деликатесная, или монстера привлекательная
- Monstera dilacerata K.Koch
- Monstera dubia (Kunth) Engl. & K.Krause
- Monstera obliqua Miq.

## Токсикология
Монстера имеет ядовитые листья. Растение не имеет млечников, однако в межклетниках присутствуют тонкие игольчатые образования оксалата кальция, именуемые рафидами, которые, попадая на слизистые, способны вызывать сильную токсическую реакцию. При попытке жевания листьев монстеры людьми или домашними животными растение способно вызывать отравление. Типичные симптомы включают в себя онемение и раздражение рта и глотки, болезненный отек, афонию (потерю голоса) а также дисфагию.

## Значение и применение
Ряд видов выращиваются как декоративные комнатные или оранжерейные растения. Например, хорошо известна монстера деликатесная.
В комнатных условиях листья монстеры в среднем имеют длину порядка 30-35 см, но могут быть и значительно больше.
Так как монстера является лианой, в комнатных условиях ей придают вертикальную форму при помощи различных опор. Это делается для того, чтобы уменьшить площадь, занимаемую растением в помещении. При этом желательно, чтобы воздушные корни достигали почвы. Иногда их специально направляют в горшок, в котором растёт монстера. В других случаях для каждого воздушного корня делают отдельный мешочек с землёй.
Перед началом осадков на краях листьев монстеры появляются капельки клейкого сока.

## История открытия
В начале XVIII века в Европе ходили легенды о гигантских растениях-убийцах, которые встречаются в южноамериканских дебрях. Путешественники рассказывали, что после нападения этих растений от людей и животных оставались одни скелеты, буквально пронизанные свисающими со ствола длинными отростками. Основания для таких рассказов были. Путешественники принимали за коварные щупальца воздушные корни монстеры. Свисая вниз, корни могли прорасти и сквозь скелет человека, затерявшегося в джунглях. Услужливое воображение рисовало совершенно иную картинку убийства несчастного. Благодаря подобным легендам монстера и получила название, по латыни monstrum — чудовище. Ещё более вероятно, что слово монстера восходит к латинскому monstrosus — удивительная, причудливая.
Вначале ботаники систематизировали монстеру в род Филодендрон (Philodendron), однако в 1763 году растение была выделено в особый род. Первые экземпляры монстеры привлекательной (Monstera deliciosa), которая вначале была описана как Philodendron pertusum, завезли в Великобританию в 1752. На родине растения, в Южной Америке, этот вид был детально описан почти век спустя ботаником из Дании Фредериком Михаэлем Либманом (1813—1856), который в 1849 издал монографию, посвящённую растениям Южной Америки.
С монстерами, в их природной среде произрастания, сталкивался позднее барон Вильгельм Фридрих Карвинский, который в 1841-43 возглавлял экспедицию в Южную Америку, организованную Петербургской Академией наук. От той экспедиции сохранился, в частности, лист гербария, датированный апрелем 1841 года с парой листьев монстеры, собранной в мексиканском прибрежном регионе Веракрус. Спустя восемнадцать лет этот вид монстеры был описан Шоттом как Monstera karwinsky.
Начиная с конца XVIII века монстера становится всё более популярным комнатным растением в Европе. Благодаря британским колониальным устремлениям растение попадает в Индию в 1878 году и распространяется далее на восток. В настоящее время монстера — одно из самых популярных и известных комнатных растений, чьей родиной является Южная Америка. Исследования ботаников, изучающих этот род тропических лиан, продолжаются и в наши дни. Ведущим специалистом в области систематики ароидных растений является американский ботаник, профессор Университета штата Миссури Томас Кроатт. В конце XX века им были описаны шесть новых видов монстер.